# Йонка Корделска
Йонка Корделска с партизански псевдоним Палето е българска анархистка, четник в четата на Васил Попов и Тинко Симов.
Родена е през 1906 г. в село Изворче в заможно семейство. Йонка учи в гимназията в Ловеч, където попада в обкръжението на бедни ученици, които сериозно се увличат по идеите на анархизма. Там се запознава с братята Нетови, Михо Димитров и превърналия се впоследствие в легенда и страшилище за властите Дочо Узунов. На сбирките им често присъстват и други легендарни анархисти от този край като Вълко Шанков, Тинко Симов и Васил Попов (Героя). Изключително буйната и темпераментна по характер Корделска става убедена и последователна анархистка. Скоро след запознанството си с тях Йонка е силно привлечена към единия от братята Нетови и между нея и Нано Нетов възниква любов.
В началото на лятото на 1925 г. Нано Нетов е заподозрян от властите, че укрива оръжие и по тази причина е принуден заедно с Тинко Симов и Михо Димитров да премине в нелегалност. Към сформираната от тях чета впоследствие се присъединява и Героя. През септември същата година полицията задържа Йонка Корделска по подозрения, че е в услуга на нелегалните. След побой и жесток тормоз в ареста тя признава, че има среща с Нано в гората край родното ѝ село. На уговорената среща в полунощ Йонка Корделска е конвоирана от неколцина стражари. Дали поради това, че успява да му подаде сигнал и един от полицаите е принуден да стреля преждевременно, или по друга причина, но опитният нелегален Нано Нетов успява да се измъкне невредим в опасната ситуация.
След този провал полицията е принудена да освободи Йонка. Историята предизвиква оживени спорове между четниците и Нано Нетов е принуден да напусне дружината. Същевременно той не се отказва от борбата и заедно с братовчеда на Корделска – Ганчо Моев, сформира нова чета. В нея се включват Петър Колев (Чолака) и още няколко души, а след време там идва и Дочо Узунов. В началото на юни 1926 г., за да не попадне отново в ръцете на полицията, Йонка Корделска също излиза в нелегалност и отива при тях в гората.
На 20 юни 1926 г., вече забравили раздорите, двете чети на Героя, Тинко Симов и Нано Нетов организират нападение над Троянската поща, при която загива Васил Попов. На 20 юли е организирано ново нападение. Целта този път е пощенската кола, пътуваща към Плевен. В този дух са организирани и нападения над кметове, бирници и стражари от околните села. Безсилна да се справи с тях, властта започва сериозни репресии срещу ятаците и помагачите на четите, за да намали подкрепата на населението към партизаните. Бащата, майката и братът на Йонка Корделска са арестувани и жестоко пребити в занданите на полицията. Стражарите подпалват къщата им и ги завличат до горящата сграда, където ги разстрелват. През октомври същата година е арестуван и братовчедът на Йонка, Ганчо Моев. Пред съда в Ловеч той прави пълни самопризнания. На базата на неговите сведения Йонка Корделска е осъдена задочно на смърт. След разгрома на яташката мрежа в района за четниците не остава нищо друго, освен да емигрират в Югославия.
Йонка Корделска и Нано Нетов са въдворени в емигрантския лагер в град Пожаревац, където освен тях има и емигранти комунисти и земеделци, избягали от режима на правителството на „кървавия“ Александър Цанков. Между тях и анархистите често избухват сериозни спорове, които много често прерастват в директни сблъсъци. С буйния си характер Йонка Корделска по нищо не отстъпва на мъжете и много често се оказва на предна линия на споровете. Тогавашната буржоазна преса пише за няколко случая на сбиване в емигрантските центрове, предизвикани от Нано и Йонка.
Поради недостига на средства Корделска е принудена да започне работа в тютюнев склад. В началото на 1927 г. вследствие на лошия и труден живот тя заболява тежко и на 3 март 1927 г. умира. След смъртта ѝ Нано Нетов прави опит да се завърне нелегално в България, но на границата загива в престрелка с армейски части.